# Urraque Ire
Pour les articles homonymes, voir Urraque de Castille et Urraca.
Urraque Ire, née en 1081 et morte le 8 mars 1126 à Saldaña, est reine de León et Castille de 1109 à sa mort.

## Biographie

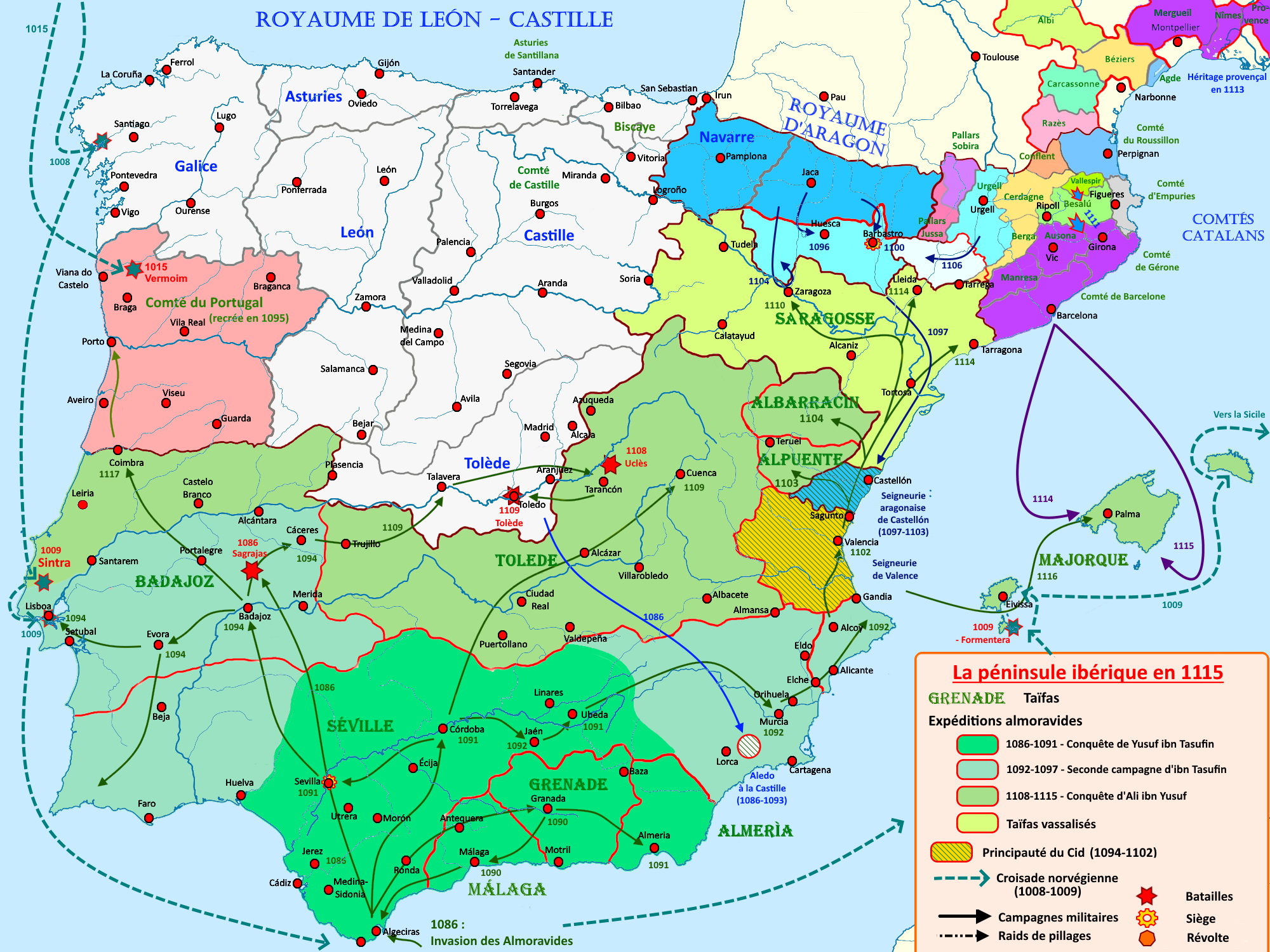
Le royaume de León-Castille de 1085 à 1115.

Fille du roi Alphonse VI et de Constance de Bourgogne, Urraque devint l'héritière de son père en 1108 après la mort de son frère Sanche. Avec son premier mari Raymond de Bourgogne (mort en 1107), elle eut un fils : Alphonse Ramires, le futur Alphonse VII.
Lors de son second mariage, Alphonse Ier d'Aragon et elle-même, par contrat, deviennent co-souverains de toutes leurs propriétés. Alphonse en profite pour installer des garnisons aragonaises dans les villes de Castille et de León, ce qui provoque une guerre civile. Un conflit entre les époux empire les choses et pour des raisons de consanguinité, le pape Pascal II déclare leur mariage nul. La guerre civile continue après leur séparation, et ne se termine qu'en 1126 avec la mort de Urraque.

## Mariages
1. en 1090 avec Raymond de Bourgogne (v.1059-1107), comte de Galice ;
2. en 1109 avec Alphonse Ier (v.1073-1134), roi d'Aragon et de Navarre, union annulée en 1115.